# タカハシレーシング
タカハシレーシング (Takahashi Racing) はカースタントを主にした日本の芸能事務所。高橋レーシングとも記載される。
1965年に現社長である髙橋勝大（通称: ボス）がタカハシレーシングを設立。主にカースタント（二輪・四輪）の他、ボディースタント、劇用馬術等でテレビ、映画、イベント等に出演している。カースタントそしてスタントのパイオニア的存在。
二輪や四輪のカースタントやキャメラ車等の運転操作が主な業務であるが、カースタント以外にも、ボディースタント（火ダルマ、4輪ハネラレ、ダイビング）・劇用馬術・ワイヤーアクション・火薬のエフェクトの操作・潜水作業、レスキュー全般などの業務を行い、一般的なテレビ番組の「危険なシーン」全般のセッティング・アクション業務が全て自社でまかなえる体制になっている。
その他、各都道府県の警察及び全国交通安全協会の交通安全キャンペーンや、NHKの交通安全を目的とした事故再現実験への協力出演をしている。

## 出演・協力作品

### 映画
- ビッグマグナム黒岩先生
- 野蛮人のように
- 海燕ジョーの奇跡
- 微熱少年
- BE FREE!
- 彼のオートバイ、彼女の島
- マルサの女
- マルサの女2
- ドン松五郎の大冒険
- 春来る鬼
- 丹波哲郎の大霊界 死んだらどうなる
- 大霊界2
- 極道の妻たち
- ヌードの夜
- みんな～やってるか!
- スーパーの女
- マルタイの女
- 東京攻略（香港映画）
- 木更津キャッツアイ
- 頭文字D（香港映画）
- 日本沈没
- 初恋
- 手紙

など。

### Vシネマ
- 白百合女学園洋弓部 白銀の標的
- クライムハンター
- 愛物語-夜をぶっとばせ-
- 超少女マリア
- 走破!
- ひょうたん
- 激走バトルキング
- バトルチェイス
- 起業士 天馬

など。

### テレビドラマ
- 快傑ライオン丸
- 風雲ライオン丸
- Gメン'75
- トミーとマツ
- 許せない結婚
- スクールウォーズ
- とんぼ
- 刑事貴族
- はいすくーる落書
- 7人の女弁護士
- 世にも奇妙な物語
- 新宿鮫シリーズ
- OUT〜妻たちの犯罪〜
- 逢いたい時にあなたはいない…
- 101回目のプロポーズ
- 3年B組金八先生
- 海猿
- 天国に一番近い男
- ビューティフルライフ
- 逃亡者 RUNAWAY
- ウルトラマンシリーズ
- ヤンキー母校に帰る
- タイガー&ドラゴン
- 広島 昭和20年8月6日
- タイヨウのうた
- ドラマ30
- 誰よりもママを愛す
- 流転の王妃・最後の皇弟
- 氷点
- マイ☆ボス マイ☆ヒーロー
- ギャルサー
- トップキャスター
- ハコヅメ〜たたかう！交番女子〜
- 各局サスペンスドラマ

など。

### バラエティ番組
- 加トちゃんケンちゃんごきげんテレビ
- 新春かくし芸大会
- トライ&トライ
- ビートたけしのお笑いウルトラクイズ
- 投稿!特ホウ王国
- とんねるずのみなさんのおかげです
- ぐるぐるナインティナイン
- ウッチャンナンチャンの炎のチャレンジャー
- 真相報道 バンキシャ!
- 爆笑問題のバク天!
- めちゃ×2イケてるッ!
- ワールド☆レコーズ
- メレンゲの気持ち
- ダウンタウンのガキの使いやあらへんで!!
- ぴったんこカン・カン
- うたばん
- DOORS
- ドリームプレス社
- 『ぷっ』すま
- SASUKE

など。

### 書籍
- 宇宙一せまい授業!（放送作家の北本かつらと高橋勝大による対談本）（東邦出版）

### イベント・その他
- 南紀白浜アドベンチャーワールドスタントショー
- 交通安全教育ビデオ
- 新車発表会（本田技研工業、ボルボ、トヨタ自動車）
- 保険会社依頼による車両実験

など
- 宇宙一せまい授業!（あっ!とおどろく放送局）社長の高橋勝大が出演
- インベスターズTV特別ゲスト出演